# Heinrich Oberländer (Drehbuchautor)
Heinrich Oberländer (* 19. April 1909 in Biebrich; † 22. Februar 2001 in Badenweiler) war ein deutscher Drehbuchautor.

## Leben und Wirken
Der aus Wiesbaden stammende Oberländer begann seine künstlerische Laufbahn 18-jährig als Hilfsspielleiter und Schauspieler am Theater. Seit Ende der 20er Jahre wirkte er in diesen Funktionen unter anderem an der politisch linken Piscator-Bühne in Berlin. Infolge der NS-Machtübernahme floh Oberländer noch 1933 nach Wien. Dort kam es noch im selben Jahr zur ersten Drehbuchmitarbeit bei einem Film (Unsichtbare Gegner). Nach der Produktion Hohe Schule kehrte er 1934 wieder in die deutsche Hauptstadt zurück und setzte dort seine Tätigkeit als Drehbuchautor fort. 
Nach dem Manuskript zu Jenny Jugos Liebeskomödie Die kleine und die große Liebe emigrierte Oberländer nach Frankreich. Dort wurde er bei Kriegsausbruch von französischen Stellen als ‘feindlicher Ausländer’ verhaftet und im Lager Villerbon (Département Dordogne) interniert. Seit dem Einmarsch deutscher Truppen in Paris lebte Heinrich Oberländer dort im Untergrund und freundete sich mit dem gleichfalls untergetauchten Autoren Johannes Wüsten an, dessen Schriften er vor dem Zugriff der NS-Besatzungsmacht sicherte.
Unmittelbar nach der Befreiung von Paris verfasste Oberländer Artikel für eine deutschsprachige Kriegsgefangenenzeitung. Er blieb noch eine Weile in der französischen Hauptstadt, ehe er sich in Freiburg im Breisgau niederließ. In der Bundesrepublik war Oberländer nur noch einmal (Ende 1955) als Drehbuchautor tätig. Das Resultat hieß Frucht ohne Liebe, war ein psychologisches Ehedrama (Problemfilm) zum Thema Unfruchtbarkeit und verursachte bei seiner Uraufführung im Januar 1956 einen handfesten Skandal.
Seitdem zog sich Heinrich Oberländer weitgehend aus der Öffentlichkeit zurück. Er übersiedelte 1997 von Freiburg nach Badenweiler, wo er Anfang 2001 verstarb.

## Filmografie (komplett)
- 1933: Unsichtbare Gegner (auch franz. Vers.: Les requins du pétrole)
- 1934: Hohe Schule
- 1934: Schwarzer Jäger Johanna
- 1934: Der stählerne Strahl
- 1935: Pygmalion
- 1935: Liebesleute
- 1936: Die Nacht mit dem Kaiser (ungenannt)
- 1938: Die kleine und die große Liebe
- 1956: Frucht ohne Liebe